# Robusta-Kaffee

Kaffeeanbaugebiete der Welt: dunkelgrün (r) sind Länder überwiegender, hellgrün (m) teilweiser Produktion von Robusta, gelblich (a) jene überwiegender Produktion von Arabica

Der Robusta-Kaffee oder Tiefland-Kaffee (wissenschaftl. Coffea canephora) ist eine Pflanzenart aus der Gattung Kaffee (Coffea). Sie wurde 1898 im Kongo entdeckt.
Laut Schätzungen gibt es Robusta-Kaffee bereits seit ca. 100.000 Jahren. Mittlerweile wird Robusta in vielen Ländern der Welt angebaut, auch außerhalb Afrikas.

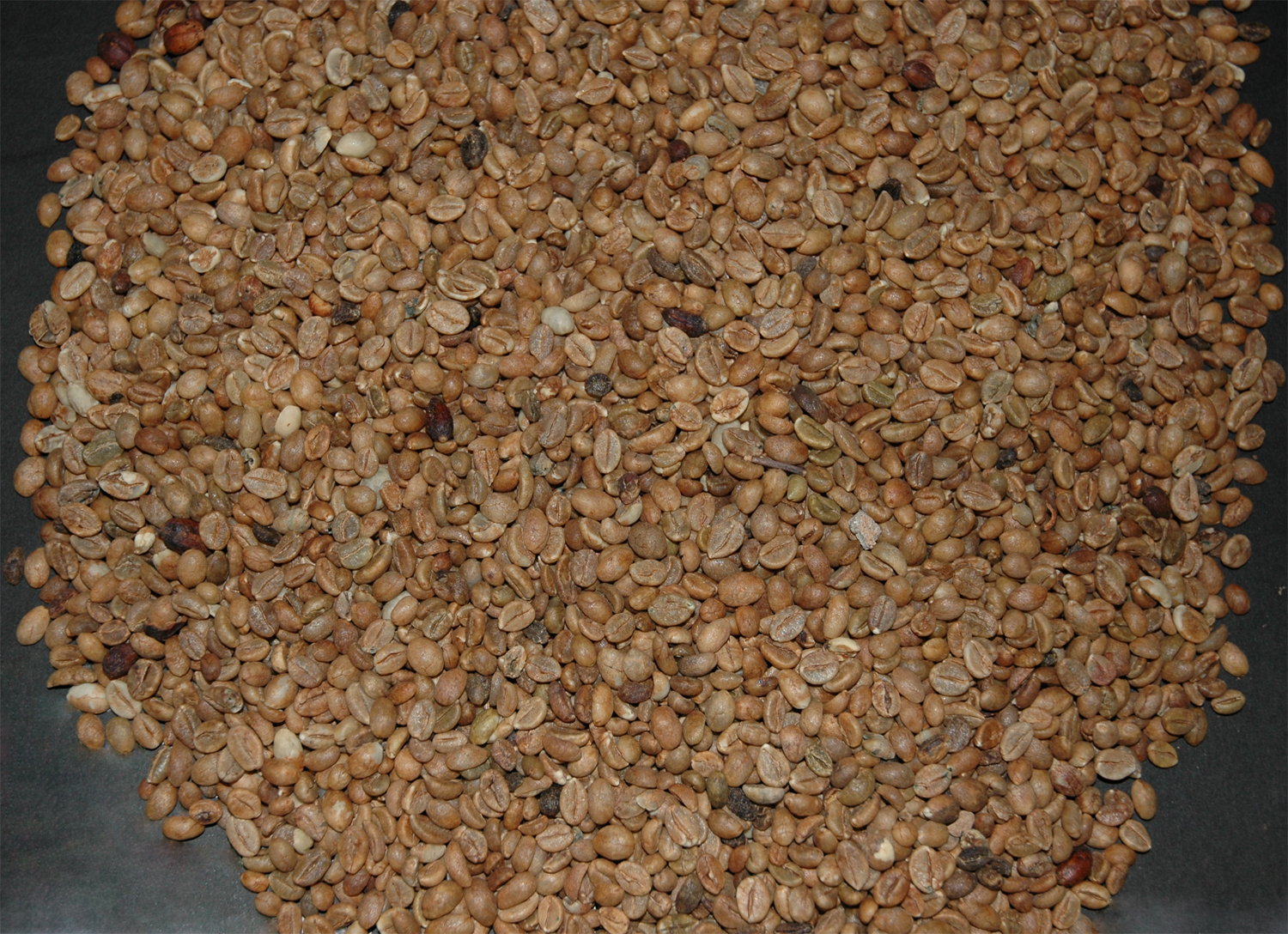
Ungeröstete Kaffeebohnen

## Merkmale
Robusta-Kaffee wächst als Strauch oder bis zu acht Meter hoher Baum. In Kultur werden die Pflanzen zwecks besserer Handhabbarkeit deutlich kleiner gehalten. Die Blätter sind länglich-elliptisch, selten auch ei- oder lanzettförmig. Sie sind bis zu 40 Zentimeter lang, weisen eine deutliche Spitze und zuweilen einen leicht gewellten Rand auf. Die Nebenblätter sind dreieckig und zugespitzt bei einer Länge von sechs bis 18 Millimetern. Die Blüten sind fünf- bis sechs-, selten siebenzählig und stehen in achselständigen Haufen zu acht bis dreißig. Die Früchte sind breit, eiförmig-elliptisch und enthalten meist zwei Samen, die sogenannten Kaffeebohnen. Diese sind gelb-braun, rund und besitzen eine gerade Kerbe an der flachen Seite.
Die Chromosomenzahl beträgt 2n = 22.

## Anbau
Da Robusta-Kaffee kälteempfindlich ist, beschränkt sich der Anbau auf den 10. Breitengrad (südlich und nördlich) des Äquators. Südostasien und Westafrika bieten darum gute klimatische Bedingungen. 
Robusta wird vorwiegend im Flachland angebaut, idealerweise unter 700 Höhenmeter. 
Mit Stand 2015 ist Vietnam der größte Produzent und Exporteur von Robusta.

## Nutzung
Mit etwa 40 % der Welt-Kaffee-Ernte ist Robusta nach Arabica-Kaffee die zweitwichtigste Art. Diese Art ist weniger empfindlich gegen Krankheiten, Hitze und hohe Feuchtigkeit. Dabei trägt sie mehr sowie schneller reifende Früchte. Die Reifezeit beträgt ca. 6 Monate, dadurch sind mehrere Ernten pro Jahr möglich. Mit Stand 2024 kostet ein Pfund Robusta etwa 2,36 US-Dollar. Die Art ist somit etwa zwei Drittel so teuer wie Arabica.
Die Früchte werden meist trocken aufgearbeitet. Dabei werden sie als Ganzes mit Fruchtfleisch und Pergamenthülle in der Sonne getrocknet und anschließend in Schälmaschinen verarbeitet, welche die eigentlichen Bohnen extrahieren.
Der Geschmack von Robusta ist erdig bis holzig. Zwar ist Robusta bitterer und besitzt weniger Aromen als Arabica, hat dafür aber einen volleren Körper, weswegen er vor allem für Espresso geschätzt wird. Der Koffeingehalt liegt mit zwei bis vier Prozent etwa doppelt so hoch wie bei Arabica-Kaffee, und der Gehalt der Chlorogensäure ist ebenfalls etwa doppelt so hoch. Hochwertige Kaffeemischungen bestehen zwar meist überwiegend aus Arabica, jedoch wird insbesondere bei Espressomischungen oft Robusta zu Arabica beigemischt (z. B. im Verhältnis 20 : 80), um einen höheren Koffeingehalt und ein intensiveres Aroma zu erzielen.